# Dwór w Kikowie
Dwór w Kikowie – dwór zlokalizowany w Kikowie (powiat szamotulski, województwo wielkopolskie).

## Historia
Dwór został zbudowany w 1875. Przebudowano go w początku XX wieku. W 1926 majątek liczył 544 hektary. W 1939 dwór był własnością niemiecką i należał do Margarethy Richter. 12 kwietnia 1995 został wpisany do rejestru zabytków pod numerem 2351/A.

## Architektura
Obiekt jest budynkiem parterowym z poddaszem mieszkalnym. Pokryto go dachem dwuspadowym. Główne wejście mieści się we wgłębionym portyku z filarami i kolumnami, zwieńczonym trójkątnym frontonem. Dwór otoczony jest niewielkim parkiem.